# ЛФГ Роланд D.VI
ЛФГ Роланд D.VI је немачки ловачки авион. Први лет авиона је извршен 1918. године. 

Направљено је око 300 авиона у две главне верзије. Кориштени су на западном фронту 1918.
Највећа брзина авиона при хоризонталном лету је износила 183 km/h.
Практична највећа висина током лета је износила 5791 метара а брзина успињања 317 метара у минути. Распон крила авиона је био 9,39 метара, а дужина трупа 6,34 метара. Празан авион је имао масу од 690 килограма. Нормална полетна маса износила је око 901 килограма. Био је наоружан са два синхронизована митраљеза ЛМГ 08/15 Шпандау (LMG 08/15 Spandau) калибра 7,92 mm.

## Наоружање
| Наоружање авиона: ЛФГ Роланд   |      |
| Ватрено (стрељачко) наоружање  |      |
| Топ                            |      |
| Митраљез                       |      |
| Број и ознака митраљеза        | 2    |
| Калибар                        | 7,92 |
| Бомбардерско наоружање (бомбе) |      |
| Ракетно наоружање (ракете)     |      |